# Poursuite individuelle féminine aux Jeux olympiques d'été de 2004
Navigation
Sydney 2000 Pékin 2008
La poursuite individuelle féminine est l'une des douze compétitions de cyclisme sur piste aux Jeux olympiques de 2004. Elle consistait en une série de duels. Les deux cyclistes partaient des côtés opposés de la piste et parcouraient 12 tours (3 kilomètres) pour essayer de rejoindre l'adversaire. Si aucune cycliste n'était rejointe, les coureuses étaient départagées au temps. Sur les douze matchs de cette épreuve, une seule cycliste a été rejointe.
Ces épreuves se sont disputées du 21 au 22 août.

## Records
Avant cette compétition, les records dans cette discipline étaient les suivants :
| Record du monde  | 3 min 30 s 604 | Sarah Ulmer                   | Nouvelle-Zélande | 27 mai 2004       | Auckland |
| Record olympique | 3 min 30 s 816 | Leontien Zijlaard-van Moorsel | Pays-Bas         | 17 septembre 2000 | Sydney   |

## Médaillées
| Or          | Argent        | Bronze                        |
| Sarah Ulmer | Katie Mactier | Leontien Zijlaard-van Moorsel |

Ulmer détenait le record avant cette compétition pendant laquelle elle a amélioré ce record de plus de six secondes.

## Résultats

### Qualifications
Les participantes se sont mesurées dans des manches. La qualification pour le tour suivant n'était pas automatique pour les vainqueurs de ces duels. Ce sont les cyclistes avec les huit meilleurs temps qui se sont qualifiées. Les deux premières séries ont ainsi vu toutes leurs participantes éliminées, alors que toutes les participantes des quatre dernières séries se sont qualifiées pour la suite de la compétition.
| Série | Rang | Coureuse                      | Pays               | Temps                 |
| ----- | ---- | ----------------------------- | ------------------ | --------------------- |
| 1     | 11   | Lenka Valova                  | République tchèque | 3 min 54 s 372        |
| 1     | 12   | Evelyn García                 | Salvador           | 3 min 56 s 055        |
| 2     | 9    | María Luisa Calle             | Colombie           | 3 min 35 s 430        |
| 2     | 10   | Erin Mirabella                | États-Unis         | 3 min 36 s 992        |
| 3     | 4    | Katherine Bates               | Australie          | 3 min 31 s 236 Q      |
| 3     | 7    | Emma Davies                   | Grande-Bretagne    | 3 min 35 s 069 Q      |
| 4     | 5    | Elena Chalykh                 | Russie             | 3 min 33 s 709 Q      |
| 4     | 6    | Karin Thürig                  | Suisse             | 3 min 34 s 746 Q      |
| 5     | 2    | Katie Mactier                 | Australie          | 3 min 29 s 945 Q      |
| 5     | 3    | Leontien Zijlaard-van Moorsel | Pays-Bas           | 3 min 30 s 422 Q      |
| 6     | 1    | Sarah Ulmer                   | Nouvelle-Zélande   | 3 min 26 s 400 (RM) Q |
| 6     | 8    | Olga Slyusareva               | Russie             | 3 min 35 s 177 Q      |

### Premier tour
Dans ce premier tour, chaque cycliste a été placée dans une série sur la base des temps obtenus pendant les qualifications. Les gagnantes de ces duels se sont qualifiées pour les finales alors que les perdantes recevaient un classement en fonction du temps obtenu pendant ce tour.
| Série | Rang | Coureuse                      | Pays             | Temps                     |
| ----- | ---- | ----------------------------- | ---------------- | ------------------------- |
| 1     | 4    | Katherine Bates               | Australie        | 3 min 34 s 743 Q          |
| 1     | 7    | Elena Chalykh                 | Russie           | 3 min 36 s 442            |
| 2     | 3    | Leontien Zijlaard-van Moorsel | Pays-Bas         | 3 min 28 s 747 Q          |
| 2     | 5    | Karin Thürig                  | Suisse           | 3 min 34 s 831            |
| 3     | 2    | Katie Mactier                 | Australie        | 3 min 28 s 095 Q          |
| 3     | 8    | Emma Davies                   | Grande-Bretagne  | 3 min 38 s 015 (rejointe) |
| 4     | 1    | Sarah Ulmer                   | Nouvelle-Zélande | 3 min 27 s 444 Q          |
| 4     | 6    | Olga Slyusareva               | Russie           | 3 min 36 s 263            |

### Finales
Dans ces finales, la championne du monde en titre et détentrice du record du monde, Sarah Ulmer, battait son record de six secondes en 3 min 24 s 537 pour obtenir l'or. Il s'agissait du premier titre olympique du cyclisme néo-zélandais. L'Australienne, Katie MacTier (3 min 27 s 650) signait un premier kilomètre très rapide en 1 min 10 s 618 avec une seconde d'avance sur Ulmer qui reprenait l'avantage pendant le deuxième kilomètre et remportait le titre pour trois secondes.
Dans la petite finale, Leontien Ziljaard-van Moorsel remportait le bronze en battant Katherine Bates.
| Série | Rang | Coureuse                      | Pays             | Temps               |
| ----- | ---- | ----------------------------- | ---------------- | ------------------- |
| 1     | 1    | Sarah Ulmer                   | Nouvelle-Zélande | 3 min 24 s 537 (RM) |
| 1     | 2    | Katie Mactier                 | Australie        | 3 min 27 s 650      |
| 2     | 3    | Leontien Zijlaard-van Moorsel | Pays-Bas         | 3 min 27 s 037      |
| 2     | 4    | Katherine Bates               | Australie        | 3 min 31 s 715      |

### Classement final
| Rang | Coureuse                      | Pays               |
| ---- | ----------------------------- | ------------------ |
| 1    | Sarah Ulmer                   | Nouvelle-Zélande   |
| 2    | Katie Mactier                 | Australie          |
| 3    | Leontien Zijlaard-van Moorsel | Pays-Bas           |
| 4    | Katherine Bates               | Australie          |
| 5    | Karin Thürig                  | Suisse             |
| 6    | Olga Slyusareva               | Russie             |
| 7    | Elena Chalykh                 | Russie             |
| 8    | Emma Davies                   | Grande-Bretagne    |
| 9    | María Luisa Calle             | Colombie           |
| 10   | Erin Mirabella                | États-Unis         |
| 11   | Lenka Valova                  | République tchèque |
| 12   | Evelyn García                 | Salvador           |

## Sources
- (en) Cet article est partiellement ou en totalité issu de l’article de Wikipédia en anglais intitulé « Cycling at the 2004 Summer Olympics – Women's individual pursuit » (voir la liste des auteurs).